# NSA의 무영장 감시 논란
NSA의 무영장 감시 논란(영어: NSA warrantless surveillance controversy)은 법원의 수색영장(search warrant) 없이 개인정보를 수집하는 NSA의 정찰 활동에 대한 프라이버시권 침해에 대해 우려를 표시한다.
NSA는 테러와의 전쟁을 수행하기 위한 대통령 감시 프로그램의 일부분인 테러리스트 감시 프로그램을 수행하는데, 법원의 수색영장 없이, 대통령의 행정명령만으로 전화, 이메일, 인터넷 기록 등을 광범위하게 정찰할 수 있다. 테러리스트 감시 프로그램은 최근 업그레이드되어서 PRISM이 되었다.

## 같이 보기
- 에드워드 스노든
- PRISM (감시 프로그램)
- 대통령 감시 프로그램
- 특별수집서비스(en:Special Collection Service, SCS)
- NSA의 외국정상 도청 사건